# Frank Ridley
Francis „Frank“ Ambrose Ridley (* 22. Februar 1897; † 27. März 1994 in London) war ein britischer Journalist.

## Leben und Tätigkeit
Nach dem Besuch der Sedbergh School und des Salisbury Theological College entschied Ridley sich gegen die kirchliche Laufbahn, erwarb aber noch eine theologische Zulassung der Durham University.
Politisch orientierte Ridley sich bald weit links: 1930 beteiligte er sich an der Gründung der Marxian League, die sich zeitweise an den Trotzkismus annäherte, 1931 aber eine scharfe Abkehr von diesem vollzog. Stattdessen schloss Ridley sich der Independent Labour Party an, für deren Zeitung er anschließend regelmäßig Beiträge verfasste. Zudem vertrat Ridley auch öffentlich als Redner marxistisch-sozialistische Ideen: Von 1925 bis 1964 hielt er wöchentliche Werbereden zugunsten seiner Ideologie am Speaker’s Corner des Londoner Hyde Park.
Infolgedessen geriet Ridley Ende der 1930er Jahre ins Visier der nationalsozialistischen Polizeiorgane, die ihn als wichtige Zielperson einstuften: Al Richardson zufolge brachte ihn insbesondere das Buch Next Year's War von 1936 den Hass führender Nationalsozialisten ein. Im Frühjahr 1940 setzte das Reichssicherheitshauptamt in Berlin ihn auf die Sonderfahndungsliste G.B., ein Verzeichnis von Personen, die im Falle einer erfolgreichen deutschen Invasion Großbritanniens durch die Sonderkommandos der SS-Einsatzgruppen mit besonderer Priorität ausfindig gemacht und verhaftet werden sollten.
Von 1951 bis 1953 amtierte Ridley als Präsident der National Secular Society, dem Verband der Atheisten Großbritanniens, deren Organ The Freethinker er zudem von 1951 bis 1954 herausgab.

## Schriften
- The Assassins, London, 1935.
- Mussolini over Africa, London 1935.
- At the Cross Roads of History (On the present social and economic crisis), London 1935.
- Next Year's War, 1936.
- Julian the Apostate and the Rise of Christianity, London 1937.
- The Papacy and Fascism: The Crisis of the Twentieth Century, London 1937.
- The Jesuits: A Study in Counter Revolution, London 1938.
- Fascism – What Is It?, London 1941.
- Socialism and Religion, s. a. [1940]
- Revolutionary Tradition in England, London: National Labour Press, 1947.
- The Evolution of the Papacy, London 1949.
- Pope John and the Cold War, Kenardington 1961.
- Spartacus, Kenardington 1961.
- Reminiscences of Hyde Park, Hyde Park Pamphlet no. 7., London 1985
- Fascism Down The Ages: from Caesar to Hitler, London 1988.

## Nachweise
1. ↑  Eintrag zu Ridley auf der Sonderfahndungsliste G.B. (Wiedergabe auf der Website des Imperial War Museum).

| Personendaten    | Personendaten                                |
| ---------------- | -------------------------------------------- |
| NAME             | Ridley, Frank                                |
| ALTERNATIVNAMEN  | Ridley, Francis Ambrose (vollständiger Name) |
| KURZBESCHREIBUNG | britischer Journalist                        |
| GEBURTSDATUM     | 22. Februar 1897                             |
| STERBEDATUM      | 27. März 1994                                |
| STERBEORT        | London                                       |